# Jennifer Tisdale
Jennifer Kelly Tisdale (Neptune Township, 1981. szeptember 18. –) visszavonult amerikai színésznő, énekesnő. 

## Fiatalkora és pályafutása
A New Jersey állambeli Neptune Cityben született, Lisa Morris és a vállalkozó Mike Tisdale gyermekeként. Apja keresztény, anyja zsidó volt. Húgával, Ashley Tisdale-lel együtt mindkét vallás szellemiségében nevelkedtek. Anyai nagyapja révén rokonságban áll Ron Popell üzletemberrel is. 
Pomponlány volt a középiskolában és az egyetemen. Tisdale a Cal State Northridge-ban járt és a forgatókönyvírás területén szerzett diplomát
A The Hillside Strangler (2004) és a Dark Ride (2006) című horrorfilmek főszereplője volt. Ő alakította Chelsea-t a 2007-es Hajrá csajok 4. című filmben. Don't You Think I'm Hot címmel felvett száma a film betétdalaként is hallható. Szerepelt az MTV Alul semmi című sorozatának 5. évadjában is. Vendégszereplései voltak a Clubhouse, a Raising Dad és a Boston Public sorozatok epizódjaiban. 
Ashley Tisdale He Said, She Said című videóklipjének több jelenetében látható.

## Magánélete
2009. augusztus 7-én New Jerseyben egy zártkörű ünnepségen vette feleségül Shane McChesnie, aki éttermet vezet Los Angelesben. Húga, Ashley Tisdale volt a koszorúslány. 
A házaspárnak egy lánya született, 2011-ben váltak el.

## Filmográfia

### Film
| Év   | Magyar cím      | Eredeti cím                  | Szerep            |
| ---- | --------------- | ---------------------------- | ----------------- |
| 2002 | A kismenő       | Mr. Deeds                    | kártyajós         |
| 2002 | Ted Bundy       | Ted Bundy                    | csinos lány       |
| 2004 |                 | The Hillside Strangler       | Erin              |
| 2006 |                 | Dark Ride                    | Liz               |
| 2007 | Hajrá csajok 4. | Bring It On: In It to Win It | Chelsea           |
| 2008 | A házinyuszi    | The House Bunny              | Phi Iota Mu tagja |
| 2010 |                 | The Brazen Bull              | Lauren Vinyec     |

### Televízió
| Év        | Magyar cím                | Eredeti cím                   | Szerep           | Megjegyzések         |
| --------- | ------------------------- | ----------------------------- | ---------------- | -------------------- |
| 2000      | City Guys                 | pomponlány                    | 1 epizód         |                      |
| 2001      | Alul semmi                | Undressed                     | Betsy            | főszereplő (5. évad) |
| 2001      |                           | Boston Public                 | Katie Cooper     | 1 epizód             |
| 2002      |                           | Raising Dad                   | Erin             | 1 epizód             |
| 2004      |                           | Clubhouse                     | pomponlány       | 1 epizód             |
| 2004      | A Sorscsapás család       | Grounded for Life             | Amy              | 1 epizód             |
| 2007      | Zack és Cody élete        | The Suite Life of Zack & Cody | lány a szalonban | 1 epizód             |
| 2008–2009 | Zack és Cody a fedélzeten | The Suite Life on Deck        | Connie           | 2 epizód             |

## Diszkográfia
| Év   | Cím                     | Album                                                   |
| ---- | ----------------------- | ------------------------------------------------------- |
| 2007 | Don't You Think I'm Hot | Bring It On: In It to Win It (Hajrá csajok 4. filmzene) |

### Videóklipek
| Év   | Előadó         | Dal              | Album      |
| ---- | -------------- | ---------------- | ---------- |
| 2007 | Ashley Tisdale | He Said She Said | Headstrong |
| 2008 | Ashley Tisdale | Not Like That    | Headstrong |

## Fordítás
Ez a szócikk részben vagy egészben  a   Jennifer Tisdale című angol Wikipédia-szócikk ezen változatának fordításán alapul.  Az eredeti cikk szerkesztőit annak laptörténete sorolja fel. Ez a jelzés csupán a megfogalmazás eredetét és a szerzői jogokat jelzi, nem szolgál a cikkben szereplő információk forrásmegjelöléseként.